# Кукамелон
Кукамелон (Melothria scabra), познат као мексичка минијатурна лубеница, мексички кисели краставац, мишја диња или пепкинос, је врста цветнице у породици тиквица, која се узгаја због своје јестиве воћке. Првобитно се узгајала од Мексика до Венецуеле. Плодови су величине грожђа и имају укус благо киселих краставаца. Можда су га јели аутохтони народи пре него што је почела европска колонизација Америке.

## Опис
Кукамелон је врежа слична морфологији Гвадалупе краставцу (Melothria pendula). Има навику да се пење и обично нарасте од 2,5 до 3 м у висину. Брзо расте, клијање у повољним условима траје око 10 дана, а биљке сазревају за отприлике 60–75 дана. Вишегодишња је врста, али како није отпорна на мраз често се гаји као једногодишња. Његови листови имају три или пет режњева, дужине и ширине су од 3 до 7 цм. Руб листа је валовит или назубљен, врх је репаст, а основа листа је срчаста. Површина листа је груба. Горња површина је прекривена ситним длачицама званим трихоми. Слично неким врстама краставца, ове биљке су једнодомне, производећи и мушке (стаминате) и женске (тучкове) цветове на истој биљци. Цветови су мали и жути, пречника приближно 4 мм. Неуобичајено за тиквице, женски цветови се појављују пре мушких. Ове биљке могу саме да се опрашују, али појединачни цветови нису самооплодни. Свака биљка може да произведе стотине плодова, који се развијају у основи женских цветова. Плодови су у облику маслине, нарасту од 2,5 до 4 цм у дужину и од 1,5 до 2,5 цм у ширину и зелени су са тамнозеленим пругама. За разлику од плодова већине других дивљих врста из породице тиквица, плод Кукамелона има слатко, а не горко месо. Биљке су отпорне на сушу и штеточине, у односу на друге краставце.

## Етимологија

### Биномно име
Име рода Melothria потиче од старогрчког μηλοθρων: мелотрон, „врста белог грожђа”. Специфични епитет scabra је латински за „груб, шугав”.

### Уобичајена имена
Уобичајени назив на енглеском језику „кукамелон ”настао је 1980-их, а представља сливеницу од краставца и диње. Уобичајени назив на шпанском језику sandita се преводи као мала лубеница. Његова етимологија је sandía „лубеница ”+ ита, суфикс који се користи да означи да је нешто мало.

## Распрострањеност и станиште
Кукамелон је пореклом из Колумбије, Салвадора, Гватемале, Хондураса, Мексика, Никарагве, Панаме и Венецуеле, где расте у шумама и шикарама.

## Болести
Кукамелон је подложна инфекцији Pseudoperonospora cubensis, биљним патогеном који узрокује пламењачу тиквице. Такође је подложна инфекцији другим биљним патогеном, Podosphaera xanthii, који изазива пепелницу. Биљке су подложне инфекцији вирусом мозаика краставца.

## Култивација
Кукамелон се узгаја као мањи усев због својих плодова, који се једу сирови или кисели.